# 트렌트강

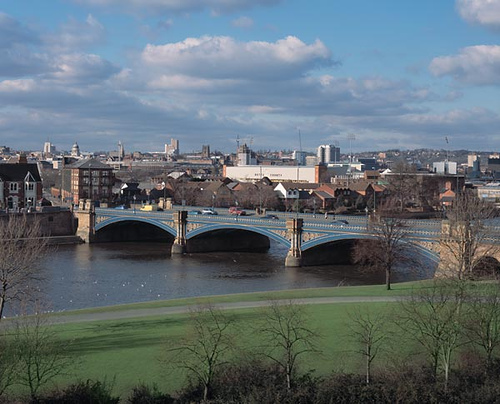
노팅엄을 흐르는 트렌트강

트렌트강(영어: River Trent)은 영국 잉글랜드 중부를 흐르는 강으로 길이는 298 km, 유역 면적은 10,435 km2, 평균 유량은 84 m3/s, 수원지의 높이는 275 m이다. 영국에서 3번째로 긴 강이다.
웨스트미들랜즈 페나인산맥 남쪽 기슭에 위치한 스태퍼드셔주 비덜프무어(Biddulph Moor)에서 발원하여 남동쪽 방향으로 흐른다. 우즈강과 합류하기 이전까지는 동쪽과 북쪽으로 방향을 바꾸면서 흘러가며 북해와 접하고 있는 험버강으로 흘러간다.
트렌트강과 접하고 있는 주요 도시로는 스토크온트렌트, 버밍엄, 더비, 레스터, 노팅엄 등이 있다. 트렌트강은 오래 전부터 운하가 발달했으며 수상 교통량이 많은 편이다. 트렌트강 유역 인근 지역은 오래 전부터 도자기 제조업이 발달한 곳이다.